# セント・レヴァン男爵
セント・レヴァン男爵 (英: Baron St Levan) は、イギリスの男爵、貴族。連合王国貴族爵位。女王ヴィクトリア即位50周年記念叙爵の七男爵家(jubilee baronies) の一つ。政治家ジョン・セントオービンが1887年に叙されたことに始まる。

## 歴史

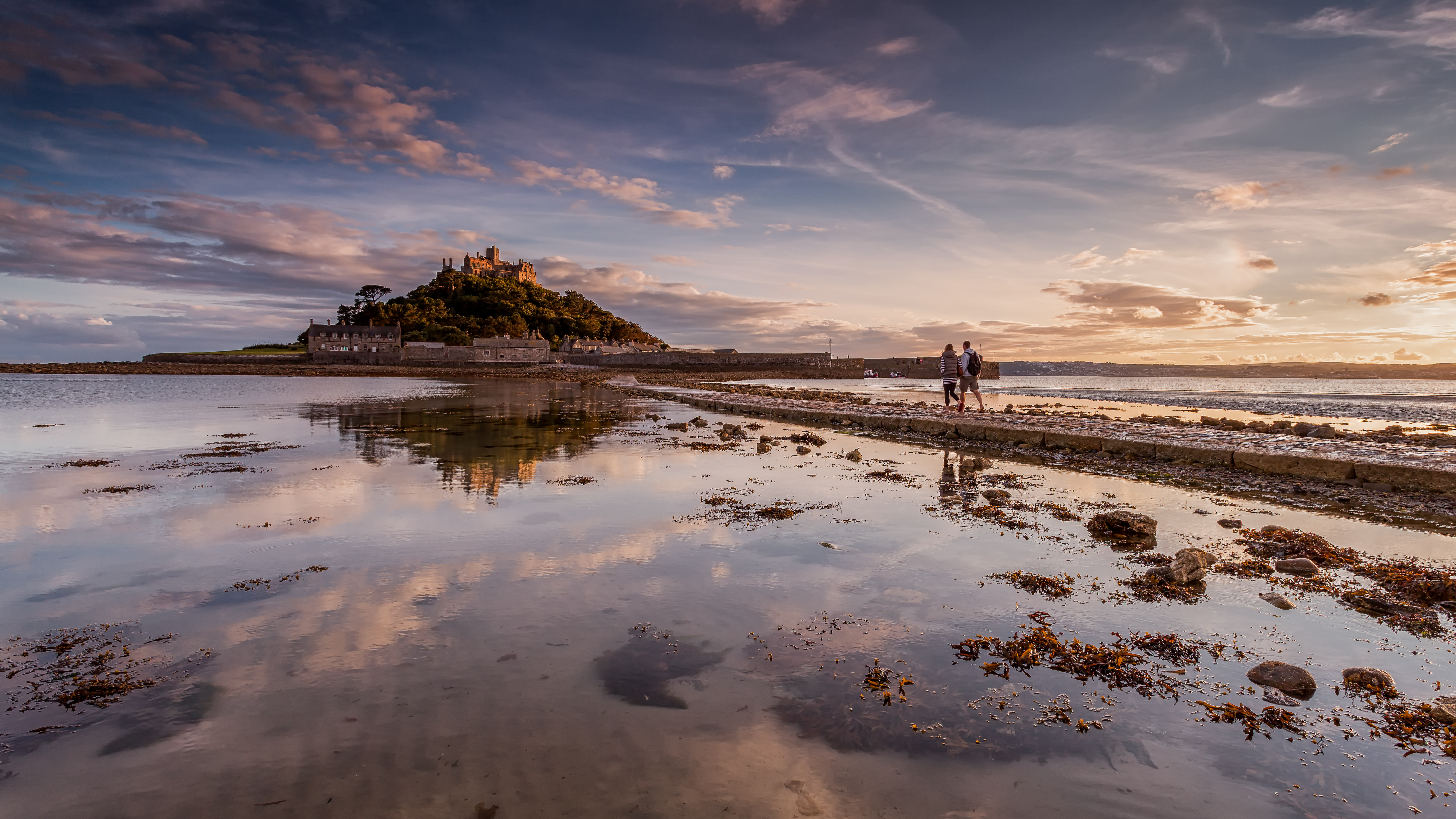
セント・マイケルズ・マウント。
男爵家の邸宅。その景観から英国のモン・サン=ミシェルと形容される。1650年以来、同家が城と礼拝堂を所有。

セントオービン家は17世紀中葉、 (コーンウォール州クローアンスの) 準男爵(Baronet, of Clowance in the County of Cornwall)に叙せられたことにより興った家である。
その後の1839年に、この準男爵位は第5代準男爵サー・ジョン・セントオービン(1758–1839)の死によって廃絶したが、彼の庶子にあたるエドワード・セントオービン(1799–1872)は1866年に (セント・マイケルズ・マウントの) 準男爵(Baronet, of St Michael's Mount)に叙されており、これが現在に続くセント・レヴァン男爵家の始まりである。
その息子であるジョン(1829–1908)は自由党及び自由統一党の政治家として活動したのち、1887年7月4日に連合王国貴族としてコーンウォール州セント・マイケルズ・マウントのセント・レヴァン男爵(Baron Saint Levan, of Saint Michael's Mount in the County of Cornwall)に昇叙した。さらに叙爵後の1891年にはコーンウォール王立地理学会の会長職を務めている。 
その後は初代男爵の長男ジョン(1857–1940)が爵位を襲った。彼は英国陸軍軍人であったため、第一次世界大戦に従軍してイギリス海外派遣軍の幕僚を務めている。 
2代男爵が1940年に死去すると、彼の甥 (初代男爵の4男) にあたるフランシス(1895–1978)が3代男爵となった。フランシスののちはその長男ジョンが爵位を相続した。 
4代男爵ジョン(1919–2013)は、トリニティ・カレッジ在学中にダイナモ作戦発動を知ると、大学を中退して友人らとともにダンケルク沖合へ赴き、いわゆる''ダンケルクの小さな船たち (Little Ships of Dunkirk)''の士官候補生として救命活動に従事した。
彼ののちは4代男爵の甥にあたるジェームズ(1950-)が爵位を承継して現在に至っている。  

一族の邸宅は、 コーンウォール州南西部の沖合に浮かぶ セント・マイケルズ・マウント。 
男爵家の紋章に刻まれるモットーは『自分に厳しく(In Se Teres)』。 

## 現当主の保有爵位
現当主である第5代セント・レヴァン男爵ジェームズ・セントオービンは、以下の爵位を保有している。
- 第5代コーンウォール州セント・マイケルズ・マウントのセント・レヴァン男爵
(5th Baron Saint Levan, of Saint Michael's Mount in the County of Cornwall)
(1887年7月4日の勅許状による連合王国貴族爵位)
- (第6代セント・マイケルズ・マウントの) 準男爵(6th Baronet, of St Michael's Mount)
(1866年7月31日の勅許状による連合王国貴族爵位)

## 一覧

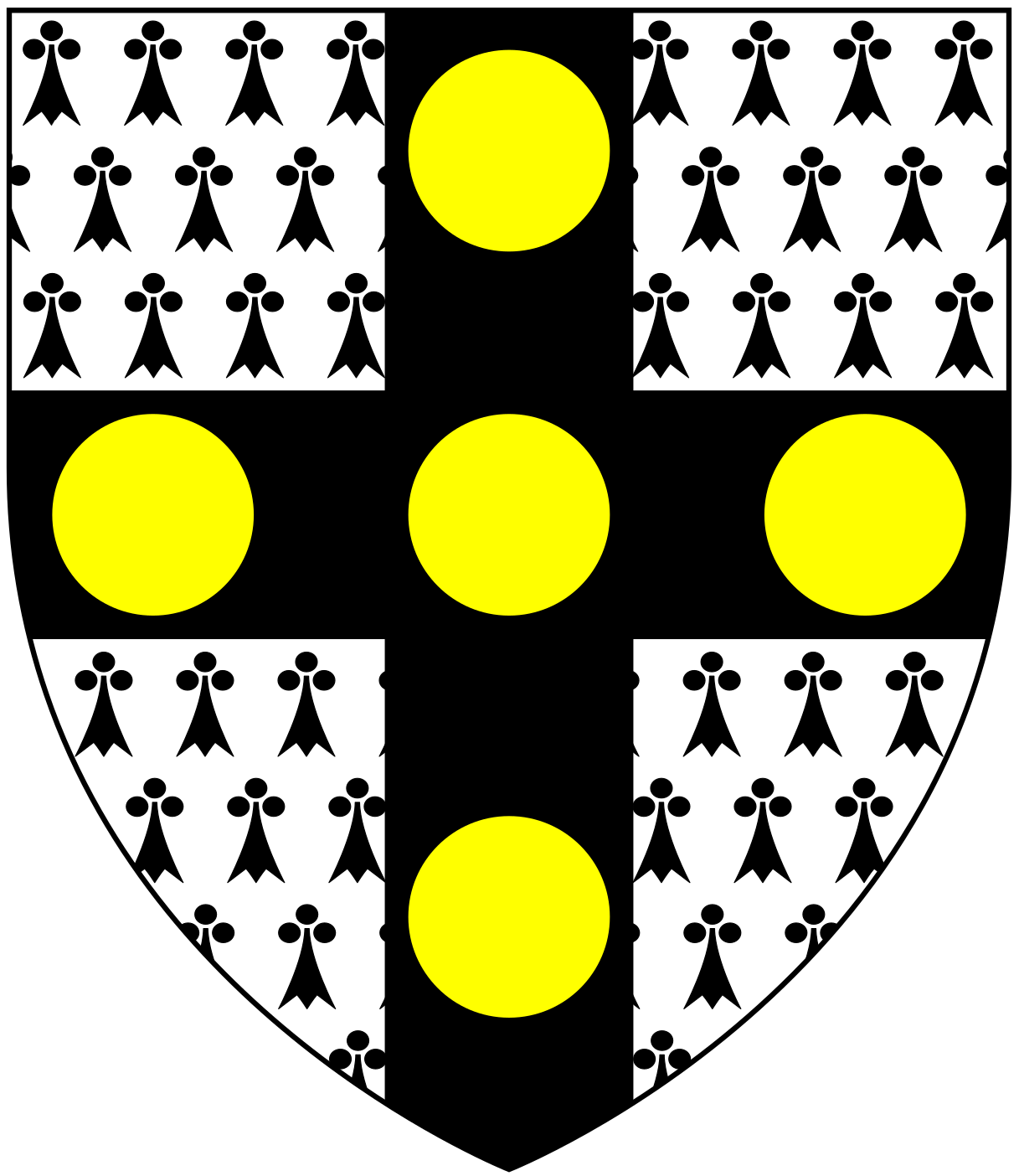
セントオービン家の紋章

### (セント・マイケルズ・マウントの) 準男爵（1866年）
- 初代準男爵サー・エドワード・セントオービン（1799–1872）
- 第2代準男爵サー・ジョン・セントオービン（英語版） (1829-1908) （1887年セント・レヴァン男爵創設）

### セント・レヴァン男爵 (1887年)
- 初代セント・レヴァン男爵ジョン・セントオービン（英語版）（1829–1908）
- 第2代セント・レヴァン男爵ジョン・タウンゼンド・セントオービン（英語版） （1857-1940）
- 第3代セント・レヴァン男爵フランシス・セシル・セントオービン（1895–1978）
- 第4代セント・レヴァン男爵ジョン・フランシス・アーサー・セントオービン（英語版） （1919–2013） [9]。
- 第5代セント・レヴァン男爵ジェームズ・ピアーズ・サウスウェル・セントオービン（1950-）

爵位の法定推定相続人は現当主の息子ヒュー・ジェームズ・セントオービン閣下（1983-）。 